# Salāma wa-Banātuhā
Salāma wa-Banātuhā (arabisch سلامة وبناتها), Salāma und ihre Töchter, auch bekannt als Quoin-Inseln oder Die Quoins, sind eine kleine unbewohnte omanische Inselkette im äußersten Norden des Landes, in der Straße von Hormus im Persischen Golf.

## Geschichte
Früher waren die Inseln bewohnt von Menschen der Sektion Bani Shatair vom Stamm der Shihūh, wie sie auch in Kumzar leben.
Bis 1979 nahmen Schiffe den Weg zwischen der Insel Dīdāmar (Little Quoin) und der omanischen Festlandsküste. In diesem Jahr verlangte die Regierung von Oman, dass Schifffahrtswege nördlich der Inselgruppe zu nehmen waren (die aber noch in omanischen Hoheitsgewässern liegen), da die bisherigen Wege wegen ihrer Nähe zu den Inseln und dem Festland gefährlich waren.

## Geographie
Die drei Inseln liegen zwischen 13 und 17 Kilometer nördlich des omanischen Festlandes bei der Halbinsel Musandam und erstrecken sich über eine Länge 4,4 km von Nordwest nach Südost. Sie bilden die nördlichsten Landmassen des Sultanats von Oman.
Größte und nördlichste Insel ist As Salāma oder Great Quoin Island. Sie hat einen annähernd dreieckigen Grundriss, ist rund 770 Meter lang und bis zu 530 Meter breit, bei einer Fläche von 22 Hektar. Great Quoin markiert auch die engste Stelle der Straße von Hormus: Die Entfernung bis zu der zum Iran gehörenden Insel Larak beträgt 38,7 km.
Auf der südlichen Insel, Dīdāmar oder Little Quoin Island, die rund 2,9 Hektar groß ist, befindet sich der 1914 von Großbritannien errichtete Leuchtturm Didamar Light, der erste in Oman errichtete Leuchtturm.
Zwischen den beiden liegt Fanakū oder Gap Island, die mit 2,6 Hektar kleinste der drei Inseln. Sie erreicht eine Höhe von 78 Metern, während Litte Quoin 51 Meter und Great Quoin 164 Meter hoch sind.

## Verwaltung
Administrativ gehört die Inselgruppe zum Wilāyat al-Chasab im Gouvernement Musandam.